# 21 décembre 2000
Le jeudi 21 décembre 2000 est le 356e jour de l'année 2000.

## Naissances
- Verónica Caretta, gardienne internationale italienne de rink hockey

## Décès
- Aït Meslayene (né le 3 novembre 1944), musicien algérien
- Adrian Henri (né le 10 avril 1932), poète britannique
- Gord Reay (né le 30 mai 1943), général canadien
- Jan Sanders (né le 12 juillet 1919), peintre néerlandais
- John Lee (né le 31 mars 1928), acteur australien
- Michel Le Moignan (né le 7 novembre 1919), personnalité politique canadienne
- Renaat Van Elslande (né le 21 janvier 1916), homme politique belge
- Rober Eryol (né le 21 décembre 1930), footballeur turc

## Événements
- Découverte des astéroïdes (34671) 2000 YY18, (72059) Heojun
- Création des communautés de communes : Vals et villages en Astarac, Bény-Bocage et Canton de Vitteaux
- Sortie de la chanson Jaded par le groupe Aerosmith

### Sortie de film
- Sortie du film But I'm a Cheerleader
- Sortie du film Le Barbier de Sibérie
- Sortie du film Metroland
- Sortie du film Pain, tulipes et comédie
- Sortie du film Pokémon 2 : Le Pouvoir est en toi
- Sortie du film Sade

### Sortie de jeu vidéo
- Sortie du jeu vidéo 7 Blades
- Sortie du jeu vidéo Bomberman Land
- Sortie du jeu vidéo Phantasy Star Online
- Sortie du jeu vidéo Vanishing Point